# یواس‌اس لفی (دی‌دی-۷۲۴)
یواس‌اس لفی (دی‌دی-۷۲۴) (به انگلیسی: USS Laffey (DD-724)) یک کشتی است که طول آن ۳۷۶ فوت ۶ اینچ (۱۱۴٫۷۶ متر) می‌باشد. این کشتی در سال ۱۹۴۳ ساخته شد.